# The Knight Before Christmas
The Knight Before Christmas är en romantisk komedifilm med jultema från 2019, regisserad av Monika Mitchell. Filmen är producerad av Vanessa Hudgens och Brad Krevoy, och hade premiär på Netflix den 21 november 2019.

## Handling
Brooke har förlorat hoppet om att hitta sin "riddare i en skinande rustning", men stöter plötsligt på Cole, en riddare som har rest från 1300-talet. Hon tänker att han lider av minnesförlust efter att hon kört på honom med sin bil. Hon tar med honom hem till sig för att hjälpa honom tills han återfår sitt minne. Det hon inte inser är att han är riddaren i den skinande rustningen som hon önskat hela sitt liv.

## Rollista (i urval)
| - Vanessa Hudgens – Brooke - Josh Whitehouse – Sir Cole - Emmanuelle Chriqui – Madison - Ella Kenion – Old Crone - Harry Jarvis – Sir Geoffrey | - Isabelle Fanca – Claire - Jean-Michel Le Gal – David - Scott Ryan Yamamura – Evan - Arnold Pinnock – Officer Stevens - Shazdeh Kapadia – Lily |